# 張威 (宋朝)
張威（?—?），字德远，成州（甘肃省成县）人，宋朝军事人物。

## 生平
張威开始为策选锋军骑兵。开禧北伐，以战功补选本军将领，在西和州击败金兵。升任统制，镇守天水，屡立战功，历任利州副都统制，沔州都统制。利州路安抚使写信召张威救蜀，在金斗镇击败金兵。西夏约同夹攻金朝，张威攻打秦州，无功而返，于是罢兵权。张威当武将善于统军，纪律严整，以勇猛闻名，屡立战功。

## 延伸阅读
[在维基数据编辑]
 《宋史·卷403》，出自脱脱《宋史》